# 颜华菲
颜华菲（英語：Catherine Huafei Yan, 1971年—）是一位美国华人数学家。

## 生平
毕业于中国人民大学附属中学，1989年获得第30届国际数学奥林匹克银牌，1993年获得北京大学学士学位，1997年获得麻省理工学院博士学位，师从吉安-卡洛·罗塔。毕业后加入纽约大学任教，1999年加入德州农工大学任教。2005年至2008年担任南开大学组合数学研究中心教授。

## 荣誉
- 2001年获得斯隆奖
- 2008年被评为美国数学会会士